# Papirier
Die Gens Papiria (Gentilname Papirius, deutsch Papirier) war eine bedeutende alte römische Familie. Nach einer älteren Form ihres Namens, Papisius, wurde einer der 16 alten Landtribus benannt. Schon früh bildeten sich im 5./4. Jahrhundert v. Chr. verschiedene patrizische Zweige, die Crassi, Cursores und Mugillani heraus. Im dritten vorchristlichen Jahrhundert kamen die Masones hinzu. Die verschiedenen Zweige der Familie waren maßgeblich an den Erfolgen der römischen Republik beteiligt, starben jedoch alle spätestens im zweiten Jahrhundert v. Chr. aus oder wurden politisch unbedeutend. Der jüngere, plebejische Zweig der Carbones stieg in der zweiten Hälfte des zweiten Jahrhunderts v. Chr. auf. Die Vertreter der Familie waren dafür berüchtigt, auf Seiten der Popularen zu stehen und eine gracchenfreundliche Politik zu betreiben. Cicero hat eine knappe Familiengeschichte der Papirii überliefert, die er für seinen Freund und Briefpartner Lucius Papirius Paetus geschrieben hatte.
Bedeutende Vertreter der Familie mit dem Gentilnamen Papirius sind:

## Römische Republik
- Lucius Papirius (Konsulartribun)
- Lucius Papirius (Gläubiger)
- Lucius Papirius (Prätor)
- Quintus Papirius
- Gaius Papirius Carbo (Prätor 168 v. Chr.)
- Gaius Papirius Carbo (Vater) († 119 v. Chr.), römischer Redner und Konsul 120 v. Chr.
- Gaius Papirius Carbo (Sohn) († 82 v. Chr.), römischer Redner und Volkstribun 89 v. Chr.
- Gaius Papirius Carbo (Quästor), römischer Politiker zur Zeit des Augustus
- Gnaeus Papirius Aelianus (Konsul 157), römischer Suffektkonsul 157
- Gnaeus Papirius Carbo (Konsul 113 v. Chr.) († nach 112 v. Chr.), römischer Politiker
- Gnaeus Papirius Carbo (Konsul 85 v. Chr.) (um 135 v. Chr.–82 v. Chr.), römischer Politiker
- Marcus Papirius Carbo
- Lucius Papirius Crassus (Konsul 436 v. Chr.), römischer Politiker, Konsul 436 v. Chr. und vielleicht 430 v. Chr.
- Lucius Papirius Crassus (Konsulartribun 368 v. Chr.), römischer Politiker
- Lucius Papirius Crassus (Konsul 336 v. Chr.), römischer Politiker, Diktator 340 v. Chr. und Konsul 336 v. Chr. und 330 v. Chr.
- Lucius Papirius Crassus (Zensor), römischer Politiker, Zensor 318 v. Chr.
- Lucius Papirius Cursor (Konsul 326 v. Chr.), römischer Diktator und ab 326 v. Chr. Konsul
- Lucius Papirius Cursor (Konsul 293 v. Chr.), römischer Konsul ab 293 v. Chr.
- Gaius Papirius Maso (Konsul), römischer Politiker, Konsul 231 v. Chr.
- Gaius Papirius Maso (Decemvir) († 213 v. Chr.), römischer Priester
- Lucius Papirius Maso
- Lucius Papirius Mugillanus
- Marcus Aurelius Papirius Dionysius, römischer Jurist und Präfekt von Ägypten
- Marcus Papirius Mugillanus
- Lucius Papirius Paetus
- Lucius Papirius Praetextatus
- Gaius Papirius Turdus, Volkstribun  177 v. Chr.
- Titus Papirius Lib(…), antiker römischer Toreut

## Römische Kaiserzeit
- Gaius Vibius Celer Papirius Rufus, römischer Offizier (Kaiserzeit)
- Gnaeus Papirius Aelianus (Konsul 157), römischer Suffektkonsul
- Gnaeus Papirius Aelianus (Konsul 184), römischer Konsul
- Gnaeus Papirius Aelianus Aemilius Tuscillus
- Papirius Fabianus
- Papirius Fronto
- Papirius Iustus
- Papirius Paullinus, vermutlich in der Provinz Asia Procurator des römischen Kaisers Hadrian
- Papirius Socrates